# Solid Energy New Zealand

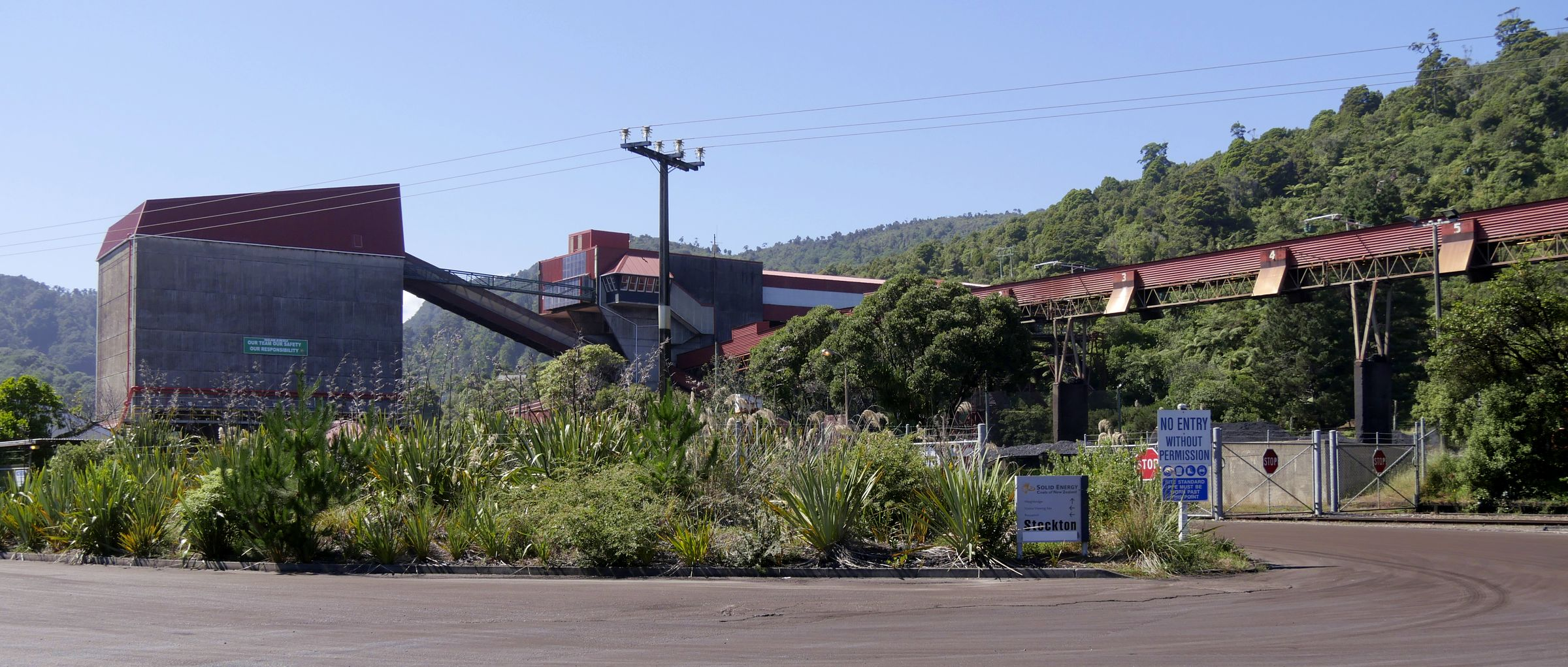
Anlage der Solid Energy New Zealand in Ngakawau am New Zealand State Highway 67, Buller District, West Coast

Die Solid Energy New Zealand ist ein State-Owned Enterprise (staatseigenes Unternehmen) des Kohlebergbaus in Neuseeland und war das größte Unternehmen seiner Art im Land. Das Unternehmen hat seinen Sitz in Christchurch.
Das Unternehmen befindet sich seit dem Jahr 2015 in der kontrolliert ablaufenden Selbstauflösung und seit dem 16. März 2018 in der Endphase der Liquidation.

## Geschichte
Die Solid Energy New Zealand wurde 1987 als Coal Corporation of New Zealand gegründet und ging aus dem 1901 gegründeten State Coal Mines Department hervor.
Kohle wurde in Neuseeland erstmals 1849 am Saddle Hill in Dunedin gefunden und abgebaut und an der West Coast 1864. 1896 waren die meisten Kohlgruben der West Coast im Besitz der Union Steam Ship Company und vier Jahre später, Kohle war der Hauptenergieträger des Landes, erreichte die Kohleproduktion in Neuseeland die 1-Million-Tonnen-Marke. Alle Gruben lagen zu dieser Zeit in privater Hand und der Schwerpunkt des Kohlebergbaus an der Westküste. Um diese Abhängigkeit von privaten Unternehmen zu lösen, gründete die Regierung unter dem Premierminister Richard Seddon im Jahr 1901 auf Basis des Gesetzes, The State Coal-mines Act, 1901 und dem folgenden The State Coal-mines Amendment Act, 1902, der das monetäre regelte, das State Coal Mines Department und betrieb von da an eigene Gruben. Das Department hatte seinen Sitz in Greymouth, seinerzeit Zentrums des Kohlebergbaus und der Verschiffung der Kohle. Die Abhängigkeit von der Kohle als Energieträger nahm langsam ab, lag aber 1940 noch bei der Hälfte der Energieproduktion und wurde hauptsächlich für die Industrie, in Gaswerken, für den Eisenbahnverkehr und für den privaten Hausbrand genutzt. Zehn Jahre später war State Coal Mines der größte Kohleproduzent mit 28 Gruben und 13 Tagebauen.
1975 startete die Regierung ein Explorationsprogramm mit dem Ergebnis, 1989 Ressourcen von 14 Milliarden Tonnen nachweisen zu können und setzte weiterhin auf den Energieträger Kohle.
Am 24. Februar 1987 wurde im Zuge des staatlichen Privatisierungsprogramms das State Coal Mines Department aufgelöst und die Kohlebergbautätigkeiten dem neu gegründeten profitorientierten und im Staatsbesitz befindlichen Unternehmen Coal Corporation of New Zealand übertragen. 1996 wurde der Name der Firma dann in Solid Energy New Zealand geändert.
2017 gab das Unternehmen bekannt, dass die jährliche Kohleproduktion des Unternehmens bei rund vier Millionen Tonnen liegt und 70 % davon in der Stahlproduktion zum Einsatz kommt. Nach dem Preisverfall der Kohle weltweit ab dem Jahr 2013 begann man nach Verlusten in Höhe von 400 Millionen NZ$ im Jahr 2015 mit der Selbstauflösung des Unternehmens, Voluntary Liquidation genannt. Im August 2017 verkaufte das Unternehmen Anlagegüter an kleinere Firmen und an Māori sowie die Bergwerke Stockton Mine an der West Coast, Rotowaro und Maramarua in der Region Waikato an ein Firmenkonsortium, dass nach eigenen Angaben 99 % der Bergleute übernehmen wollte. Seit dem 16. März 2018 findet sich das Unternehmen nun mit der Liquidation in seinem Endstadium der Auflösung.

## Tätigkeitsfelder des Unternehmens
Das Unternehmen betrieb auf der Südinsel von Neuseeland fünf Gruben, vier davon im Tagebau und eine als Untertage-Bergwerk:
- Die Stockton Mine war der größte Kohletagebau Neuseelands. Das Bergwerk liegt rund 25 km nordöstlich von Westport und lieferte Kohle für die Stahlproduktion. Nach der Übernahme durch ein Firmenkonsortium soll das Bergwerk Kohle unter anderem nach Japan und Indien liefern.[8] Die Ressourcen des Bergwerks sollen noch bis in das Jahr 2028 reichen.[10]
- Die Reddale Mine in ein Kohletagebau in der Nähe von Reefton. Sie wurde 2012 eröffnet und liefert Kraftwerkskohle für die Industrie und den privaten Verbrauch.[11]
- Die Spring Creek Mine ist ein Untertage-Bergwerk und fördert bituminöse Kohle. Das Bergwerk liegt nördlich von Greymouth.[12]
- Die Ohai Mine ist ein als Tagebau angelegtes Bergwerk, das nach seiner Schließung im Jahr 2009 zwei Jahre später für die Ausbeute von 50.000 Tonnen Kohle wiedereröffnet wurde.[13]
- Die New Valve Mine ist ein Kohletagebau mit einer Kapazität von 250.000 Tonnen pro Jahr im östlichen Teil der Region Southland. Die Kohle wird an die lokale Industrie geliefert und an eine lokale Molkerei der Firma Fonterra.[14]

Auf der Nordinsel betrieb das Unternehmen zwei Gruben, eine im Tagebau und eine als Untertage-Bergwerk:
- Die Huntly East Mine ist ein Untertage-Bergwerk nördlich von Huntly. Die Kohle wird größtenteils zur Stahlproduktion im nahen Stahlwerk der New Zealand Steel in Glenbrook verwendet.[15]
- Die Rotowaro Mine ist ein Kohletagebau 10 km westlich von Huntly. Die Grube ist der zweitgrößte Kohletagebau in Neuseeland und wurde bereits 1915 eröffnet. Nach der Schließung wurde das Bergwerk 1958 wiedereröffnet und liefert Kohle für das nahe Stahlwerk und für das Kraftwerk Huntly der Firma Genesis Power.[16]